# Acanthus greuterianus
Acanthus greuterianus là một loài thực vật có hoa trong họ Ô rô. Loài này được Snogerup, B.Snogerup & Strid mô tả khoa học đầu tiên năm 2006.